# Concord (rivière)
 (janvier 2016).
Si vous disposez d'ouvrages ou d'articles de référence ou si vous connaissez des sites web de qualité traitant du thème abordé ici, merci de compléter l'article en donnant les références utiles à sa vérifiabilité et en les liant à la section « Notes et références ».
Pour les articles homonymes, voir Concord.
La Concord (anglais : Concord River) est une rivière de 26,2 kilomètres de long et un affluent du fleuve Merrimack dans l'est du Massachusetts aux États-Unis. Elle draine une petite région de l'ouest de Boston.

## Histoire
L'un de ses ponts, l'Old North Bridge, a été le théâtre d'une importante bataille au début de la guerre d'indépendance des États-Unis.
Henry David Thoreau a écrit le livre A Week on the Concord and Merrimack Rivers en 1849 où il fait référence à ce cours d'eau.

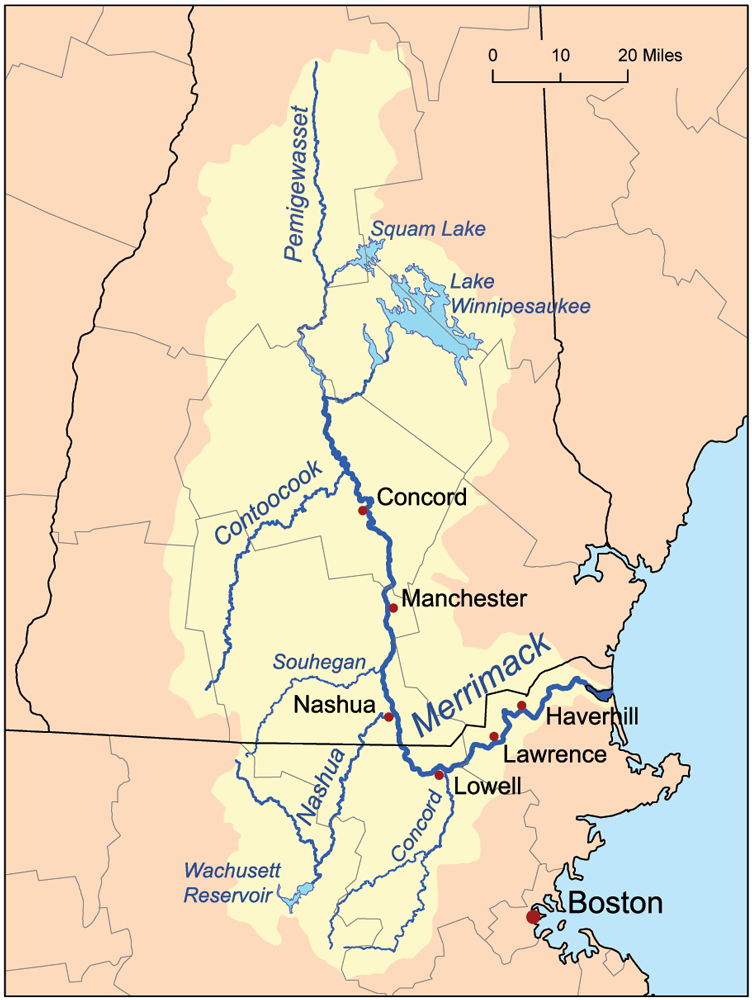
Le bassin du Merrimack dans le nord-est des États-Unis, avec la Concord dans sa partie sud.